# Tábatha
Tábatha Dainara Santos da Silva (* 29. März 1996 in São Leopoldo, Rio Grande do Sul) ist eine brasilianische Fußballspielerin.

## Karriere
Mit dem Fußballspielen begann Tábatha in der Talentschmiede des Santos FC. Nach der Auflösung seiner Frauensektion 2011 schloss sie sich dem Erfolgsteam von Ferroviária aus Araraquara an, bei dem sie in der Saison 2017 ihren Durchbruch als Torjägerin erlebte. Darauf folgte mit anhaltender Formstärke ein Auslandsengagement beim FC Ramat haScharon in der israelischen Ligat Nashim Rishona, deren Torjägerkrone der Spielzeit 2017/18 sie sich auf Anhieb sicherte. Am 23. Mai 2018 markierte sie in der Nachspielzeit den 3:2-Siegtreffer im Finale um den israelischen Verbandspokal gegen den SC Kirjat Gat.

## Erfolge
Verein:
- CONMEBOL Copa Libertadores: 2015
- Brasilianische Meisterin: 2014
- Meisterin der brasilianischen Série A2: 2020
- Brasilianische Pokalsiegerin: 2014
- Staatsmeisterin von São Paulo: 2011
- Israelische Pokalsiegerin: 2018

Individuell:
- Torschützenkönigin der Staatsmeisterschaft von São Paulo: 2017
- Torschützenkönigin der israelischen Meisterschaft: 2018